# Championnats d'Europe d'aviron 1898
Navigation
Édition précédente Édition suivante
Les championnats d'Europe d'aviron 1898, sixième édition des championnats d'Europe d'aviron, ont lieu en 1898 à Turin, en Italie.